# Meijerella flavisetosa
Meijerella flavisetosa är en tvåvingeart som beskrevs av Curtis W. Sabrosky 1976. Meijerella flavisetosa ingår i släktet Meijerella och familjen fritflugor. Inga underarter finns listade i Catalogue of Life.